# Ончешти (Марамуреш)
Ончешти (рум. Oncești) насеље је у Румунији у округу Марамуреш у општини Ончешти. Oпштина се налази на надморској висини од 290 m.

## Становништво
Према подацима из 2002. године у насељу је живело 1549 становника, од којих су сви румунске националности.